# 카를로 리차니
카를로 리차니(Carlo Lizzani, 1922년 4월 3일 ~ 2013년 10월 5일)는 이탈리아의 영화 감독, 영화 각본가, 작가이다.

## 생애
이탈리아의 영화인 카를로 리차니는 Carla Capponi, Ezio Malatesta e Filiberto Sbardella와 함께 로마 저항 운동에 참여하면서 PCI(이탈리아 공산당)에 가입한다.